# 王成喜
王成喜（1940年—），汉族，中华人民共和国美术家、政治人物，北京燕京书画社副总经理兼书画研究室主任，中国共产党党员，第十一届全国政协委员。
2008年，当选第十一届全国政协委员，代表文化艺术界，分入第二十八组。并担任教科文卫体委员会专委。